# Déodat de Séverac
Marie-Joseph-Alexandre Déodat de Séverac (Saint-Félix-Lauragais, 20 luglio 1872 – Céret, 24 marzo 1921) è stato un compositore e organista francese.

## Biografia
Figlio del pittore Gilbert de Séverac, inizia lo studio della musica imparando l'organo con l'organista del suo paese, Louis Amiel. Spinto dal padre ad intraprendere l'attività legale, si iscrive all'università di Tolosa, che abbandonerà nel 1893 per dedicarsi completamente alla musica. Nel 1896 entra alla Schola Cantorum, studiando con Vincent d'Indy e Albéric Magnard, e avendo per compagni di corso un musicista come Albert Roussel; approfondisce lo studio dell'organo con Alexandre Guilmant; negli stessi anni diventa assistente di Isaac Albéniz. Guadagnò un'ampia popolarità nel 1909 con la composizione dell'opera Le coeur du moulin e stringendo amicizia con alcuni dei nomi più importanti della scena musicale parigina dell'epoca (Maurice Ravel, Gabriel Fauré, Debussy ecc.). Contemporaneamente dava alle stampe numerose parti pianistiche e di musica da camera, su testi di Maeterlinck, Baudelaire, Verlaine e altri, che divennero ben presto molto popolari.

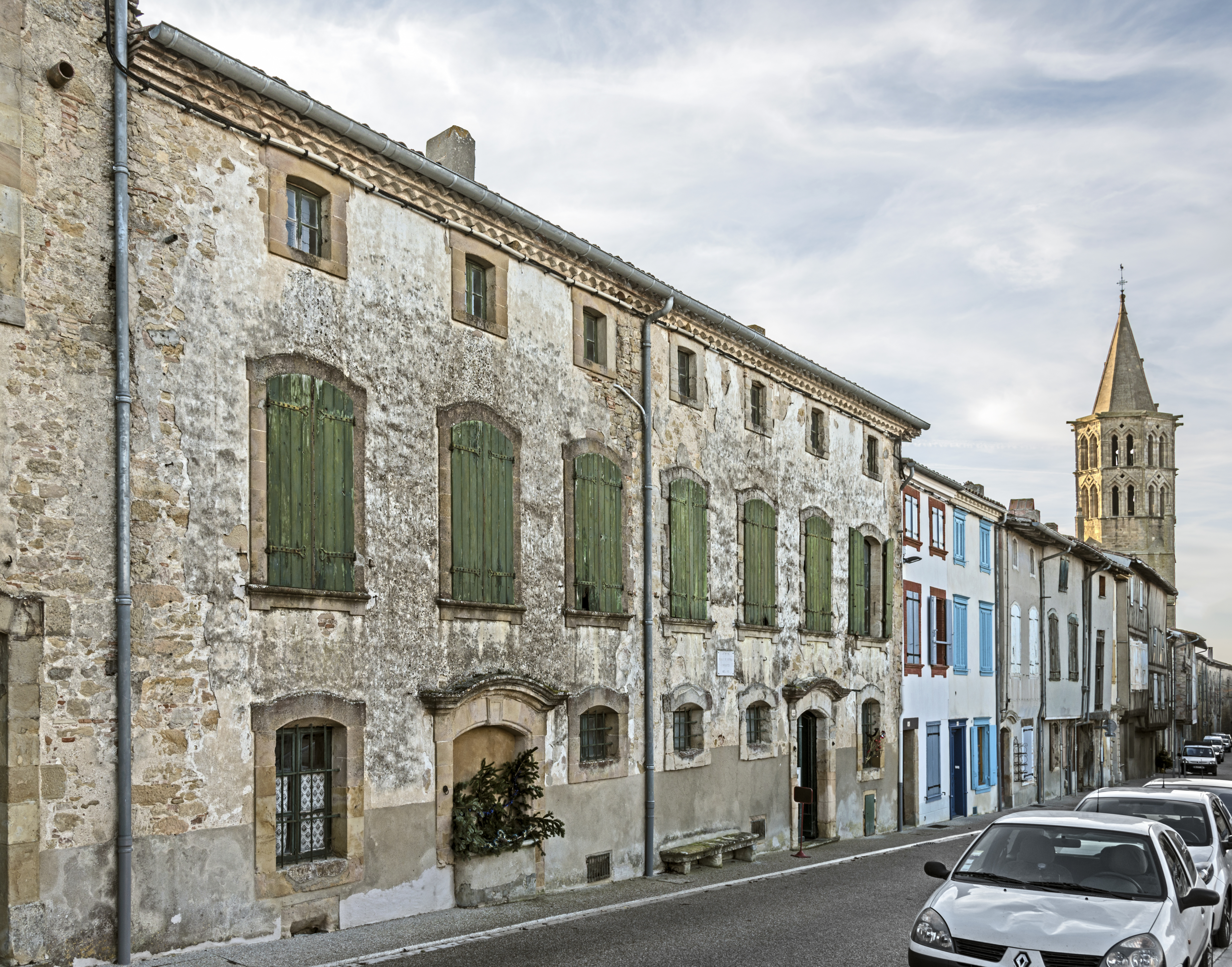
Casa natale a Saint-Félix-Lauragais

I suoi ideali però, fortemente venati di nazionalismo, e troppo intransigenti per una certa cultura dell'epoca, lo spinsero ad auto-esiliarsi presso la cittadina di Céret, in qualità di organista della locale chiesa di St. Pierre. Dopo aver brevemente partecipato alla prima guerra mondiale, la sua attività di compositore si ridusse, aumentando nel contempo quella di organista e liturgista.

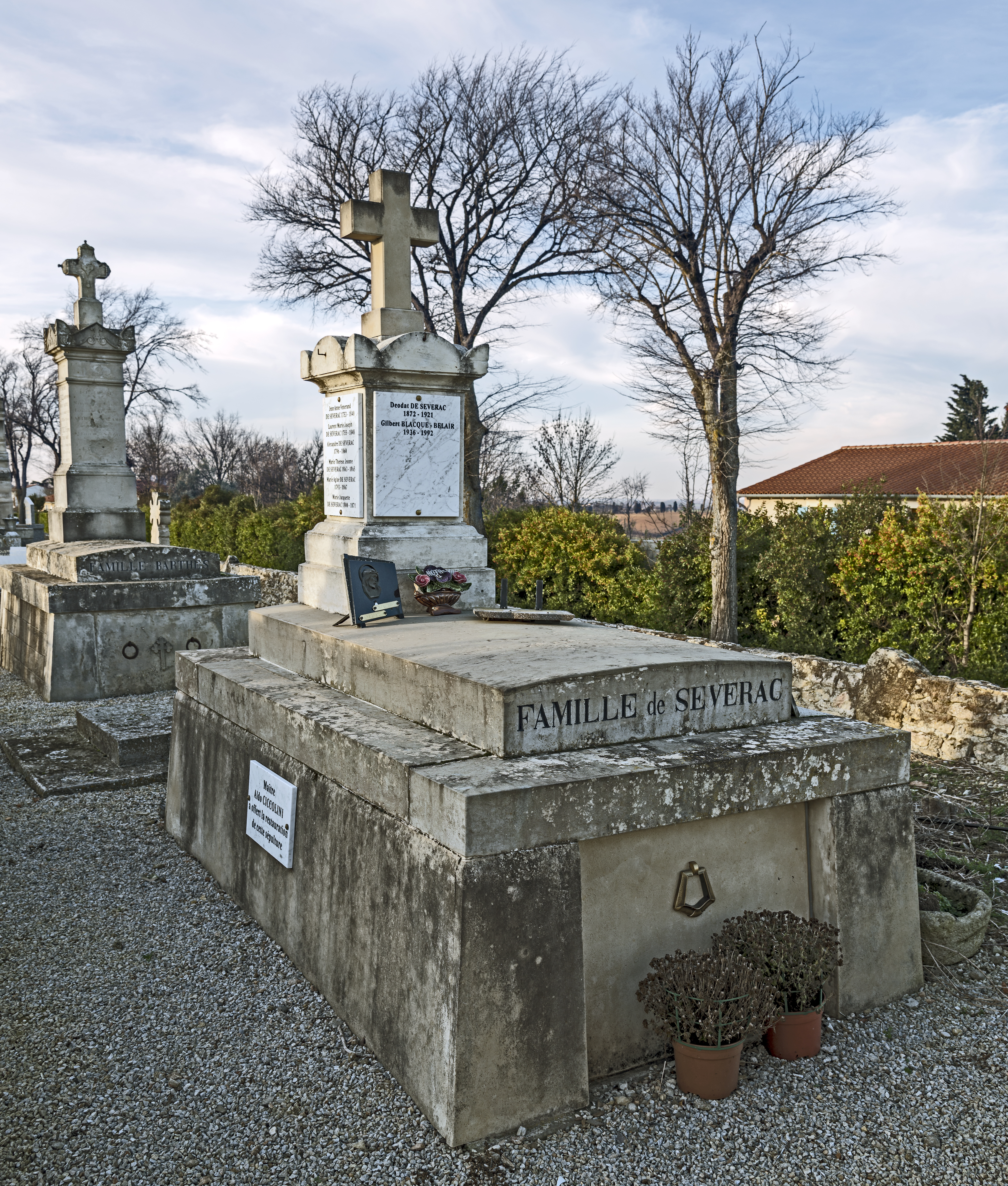
La tomba di Déodat de Séverac

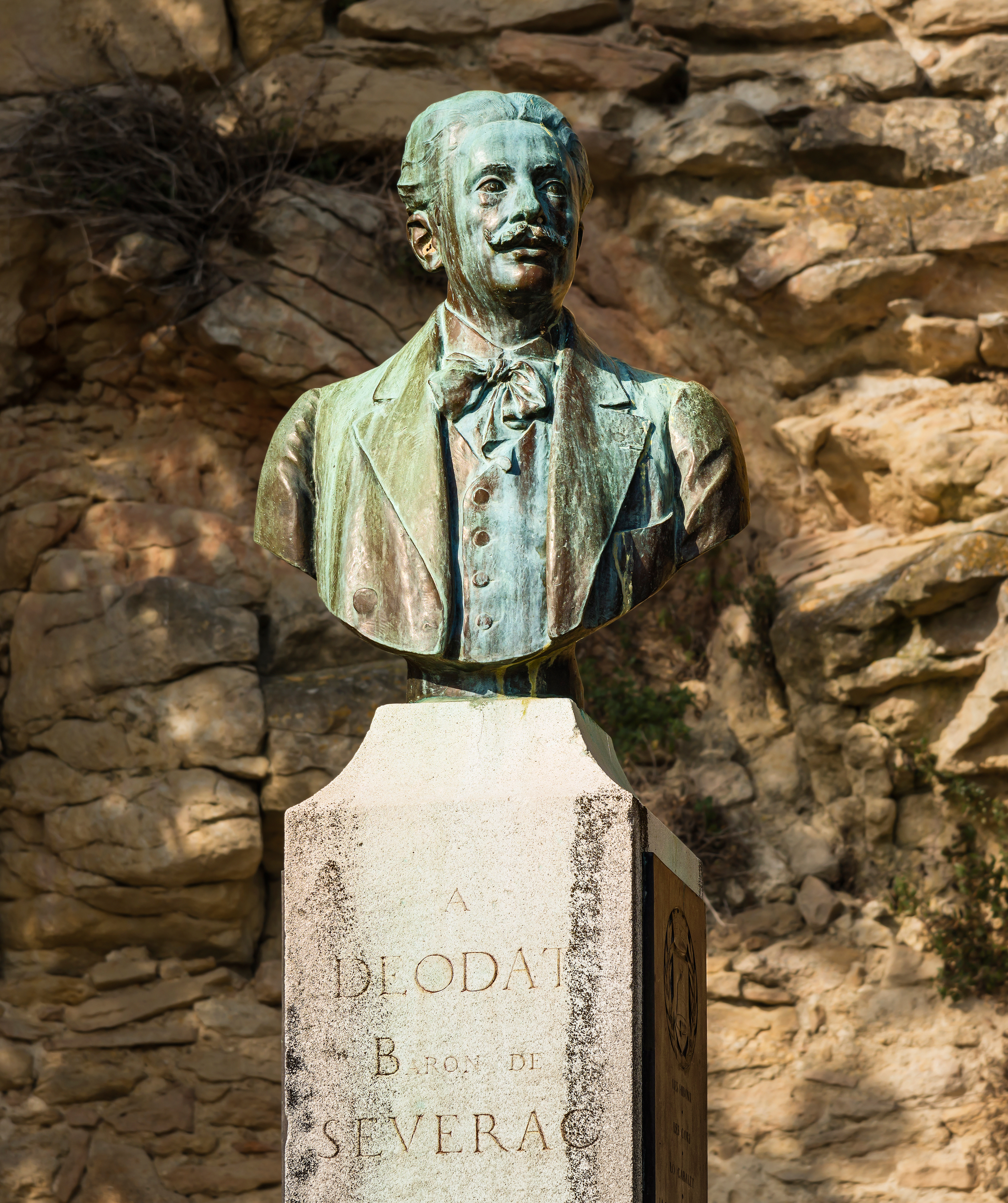
Busto di Joseph Lamasson Saint-Félix-Lauragais

## Opere
La produzione di de Séverac comprende, oltre a numerose pagine cameristiche, e a diverse opere liriche, anche un nutrito numero di brani sacri. Il suo stile può essere avvicinato a quello di Fauré, per la personalità delle soluzioni armoniche e ritmiche, pur senza avvicinarsi troppo alla contemporanea corrente debussysta. Fra i brani sacri, è ancora molto eseguito il suo Tantum ergo, mentre fra quelli cameristici, è degna di nota Les Hiboux, per voce e pianoforte, su testo di Baudelaire. Particolare è la produzione di brani vocali con testi in lingua catalana.

## Composizioni
Lista ordinata per data di pubblicazione. Fra parentesi, accanto al titolo del lavoro, il nome dell'eventuale autore del testo musicato.
| Anno      | Titolo | Genere                       |
| --------- | --- | ---------------------------- |
| 1890      | Elévation en ut majeur, per organo | Musica per organo            |
| 1890      | Verset in sol maggiore, per organo | Musica per organo            |
| 1892      | Verset ou Prélude en ut majeur, per organo                                                                                               | Musica per organo            |
| 1897      | Intermède (Fantasia) en forme de canon en ut mineur, per organo                                                                          | Musica per organo            |
| 1897-98   | Le chevrier (P. Rey), mélodie | Musica per voce e pianoforte |
| 1897-98   | Les cors (Rey), mélodie | Musica per voce e pianoforte |
| 1897-98   | Suite, in mi minore per organo | Musica per organo            |
| 1898      | Prélude de quatuor, in sol minore, per organo                                                                                            | Musica per organo            |
| 1898      | Canon par diminution, in do minore, per organo                                                                                           | Musica per organo            |
| 1898      | Les hiboux (C. Baudelaire), mélodie | Musica per voce e pianoforte |
| 1898      | L'infidèle (Maeterlinck), mélodie | Musica per voce e pianoforte |
| 1898      | Ave verum corpus, SSTT e organo | Musica corale                |
| 1898      | Chants de vacances (J. Combarieu), canone a 3 parti                                                                                      | Musica corale (a cappella)   |
| 1899      | L'éveil de Pâques (Verhaeren), mélodie                                                                                                   | Musica per voce e pianoforte |
| 1899      | Sonata, per pianoforte | Musica per pianoforte        |
| 1899      | Vent d'Autan, per pianoforte | Musica per pianoforte        |
| 1899      | Les grenouilles qui demandent un roi, poema sinfonico                                                                                    | Musica per orchestra         |
| 1899-1900 | Le chant de la terre, poème géorgique per pianoforte                                                                                     | Musica per pianoforte        |
| 1900      | La chanson de Blaisine (Magre), mélodie                                                                                                  | Musica per voce e pianoforte |
| 1900      | 2 poemi sinfonici: L'automne, L'hiver (Séverac), v, orch,                                                                                | Musica per orchestra         |
| 1901      | Le ciel est, par-dessus le toit (P. Verlaine), mélodie                                                                                   | Musica per voce e pianoforte |
| 1901      | Un rêve (E.A. Poe, trad. S. Mallarmé), mélodie                                                                                           | Musica per voce e pianoforte |
| 1901      | Mignonne allons voir si la rose (P. Ronsard), coro maschile 4vv                                                                          | Musica corale (a cappella)   |
| 1901-02   | Nymphes au crépuscule, orch, coro femminile fuori scena (non pubblicata)                                                                 | Musica per orchestra         |
| 1903      | A l'aube dans la montagne (Séverac), mélodie                                                                                             | Musica per voce e pianoforte |
| 1903      | Temps de neige (H. Gauthier-Villars), mélodie                                                                                            | Musica per voce e pianoforte |
| 1903      | Didon et Enée, suite sinfonica | Musica per orchestra         |
| 1903      | Le mirage (L. Damart) (non pubblicata)                                                                                                   | Musica incidentale           |
| 1903-04   | En Languedoc, 5 brani per pianoforte | Musica per pianoforte        |
| 1903-04   | Triptyque [da una poesia di L. Le Cardonnel]                                                                                             | Musica per orchestra         |
| 1903-08   | Le coeur du moulin, pièce lyrique en deux actes (M. Magre)                                                                               | Musica di scena              |
| 1904      | Le soldat de plomb: histoire vraie en 3 récits                                                                                           | Musica per pianoforte        |
| 1906      | Les housards de la garde (Chanson de route), mélodie                                                                                     | Musica per voce e pianoforte |
| 1906      | J'ons eun' joulie maison! (Chanson picarde), mélodie                                                                                     | Musica per voce e pianoforte |
| 1907      | Philis [da un rondò del XVIII sec.], mélodie                                                                                             | Musica per voce e pianoforte |
| 1907      | Pippermint-Get, valzer per pianoforte | Musica per pianoforte        |
| 1907      | Stances à Mme de Pompadour, per pianoforte                                                                                               | Musica per pianoforte        |
| 1908      | Baigneuses au soleil (Souvenir de Banyuls-sur-mer), per pianoforte                                                                       | Musica per pianoforte        |
| 1908      | Chanson de Jacques (Magre), mélodie | Musica per voce e pianoforte |
| 1908-11   | Cerdaña, 5 études pittoresques, per pianoforte                                                                                           | Musica per pianoforte        |
| 1908-19   | Les naïades et le faune indiscret, per pianoforte                                                                                        | Musica per pianoforte        |
| 1909      | La cité(V. Gastilleur), solo vv, coro maschile                                                                                           | Musica corale (a cappella)   |
| 1910      | Aubade (M. Navarre), mélodie | Musica per voce e pianoforte |
| 1910      | Chanson de la nuit durable (L. Espinasse-Mongenet), mélodie                                                                              | Musica per voce e pianoforte |
| 1910      | Chanson pour le petit cheval (P. Estieu), mélodie                                                                                        | Musica per voce e pianoforte |
| 1910      | Chant de Noël (Goudouli), mélodie | Musica per voce e pianoforte |
| 1910      | Héliogabale (tragédie lyrique en trois actes (E. Sicard)                                                                                 | Musica di scena              |
| 1911      | En vacances I (Au château et dans le parc), 8 pièces romantiques per pianoforte (trascritti per pianoforte a 4 mani da Joseph V. Lignon) | Musica per pianoforte        |
| 1911      | En vacances II, per pianoforte | Musica per pianoforte        |
| 1911      | Mugueto (M. Navarre) (non pubblicata) | Musica incidentale           |
| 1911      | Canzone dans le mode hypolydien, vocalise-étude                                                                                          | Musica per voce e pianoforte |
| 1911      | Lo cant del Vallespir (J. Amade), solo vv, coro, orch (non pubblicata)                                                                   | Musica corale                |
| 1911      | Sorèze et Lacordaire (F. Tresserre), solo vv, coro, orch                                                                                 | Musica corale                |
| 1912      | Hélène de Sparte (E. Verhaeren) (non pubblicata)                                                                                         | Musica incidentale           |
| 1912      | Versets pour les vêpres d'un confesseur non pontife, per organo                                                                          | Musica per organo            |
| 1912      | Flors d'Occitania | Musica per voce e pianoforte |
| 1912-13   | Petite suite scholastique, per organo | Musica per organo            |
| 1913      | La fille de la terre (tragédie lyrique)                                                                                                  | Musica di scena              |
| 1913      | 4 cantiques, 1v e organo/hmn | Musica per voce e acomp.     |
| 1913      | Sérénade au clair de lune, ensemble strumentale                                                                                          | Musica da camera             |
| 1914      | Ma poupée chérie (Séverac), mélodie | Musica per voce e pianoforte |
| 1917      | Salve regina, Mez, vn, organo | Musica per voce e acomp.     |
| 1918      | La mort e la Donzella, mélodie | Musica per voce e pianoforte |
| 1919      | O sacrum convivium 4vv e organo | Musica corale                |
| 1919      | Le roi Pinard (opérette, Sévérac e A. Bausil, da L. Lointier: La princesse d'Okifari), 1919 (non pubblicata)                             | Musica di scena              |
| 1919      | Minyoneta (Souvenir de Figueras), vn, pf                                                                                                 | Musica da camera             |
| 1919      | Sous les lauriers roses (Soir de carnaval sur la côte catalane), per pianoforte                                                          | Musica per pianoforte        |
| 1920      | Tantum ergo, 4vv | Musica corale (a cappella)   |
| 1929      | Lied romantique, vn/vc | Musica da camera             |
| 1931      | Souvenirs de Céret, vn, pf | Musica da camera             |
| 1945      | 3 aquarelles, mélodie | Musica per voce e pianoforte |